# Agrochola laevis
Agrochola laevis is een vlinder uit de familie uilen (Noctuidae). De wetenschappelijke naam is voor het eerst geldig gepubliceerd in 1803 door Hübner.
De soort komt voor in Europa.